# Geositta rufipennis
El minero rojizo (Geositta rufipennis),  es una especie de ave paseriforme perteneciente al género Geositta de la familia Furnariidae. Es nativa del centro oeste y suroeste de Sudamérica.

## Nombres comunes
Se le denomina también caminera colorada (en Argentina), caminera rojiza (en Bolivia y Argentina), minero cordillerano (en Chile), caminera grande, minero cordillerano austral, caminera andina, caminera grande colorada, caminera sombrerera, minera bandas rufas, minerita de las piedras, pachurra o quesero.

## Distribución y hábitat
Se distribuye desde el oeste de Bolivia y  norte de Chile, hasta el sur de Argentina y Chile, principalmente a lo largo de los Andes y adyacencias.
Es localmente bastante común en laderas rocosas con pastizales esparsos, en altitudes entre 2500 y 4500 m en Bolivia pero mucho más bajo hacia el sur.

## Sistemática

### Descripción original
La especie G. rufipennis fue descrita originalmente por el naturalista germano - argentino Carlos Germán Burmeister en el año 1860, bajo el nombre científico de: Geobamon rufipennis. La localidad tipo dada era: «Paraná, Entre Ríos, Argentina» pero es un error. La localidad típica correcta es: «Sierra de Tucumán, Argentina».

### Etimología
El nombre genérico femenino «Geositta» es una combinación de la palabra griega «geō»: suelo, y del género Sitta, con quien se pensaba que se asemejaban las especies de este género en la época de la descripción; y el nombre de la especie «rufipennis», proviene del latín «rufus»: rufo, rojizo, y «pennis»: de alas, significando «de alas rojizas».

### Taxonomía
Las similitudes en sus plumajes sugerían que la presente especie, Geositta punensis, G. isabellina, y G. saxicolina poseerían una relación más estrecha con respecto al resto de las especies del género, sin embargo los datos filogenéticos indican que se agrupa con G. poeciloptera y G. crassirostris. La subespecie fragai algunas veces es sinonimizada con hoyi como lo hace el Congreso Ornitológico Internacional (IOC). Aves del centro de Chile algunas veces son separadas como la subespecie hellmayri, pero es mejor incluirla en la subespecie fasciata. Registros visuales en el sur de Bolivia (Tarija) también se incluyen en fasciata, pero la identidad requiere confirmación.

### Subespecies
Según la clasificación Clements Checklist v.2018, se reconocen siete subespecies, con su correspondiente distribución geográfica:
- Geositta rufipennis fasciata (R. A. Philippi & Landbeck, 1864) - oeste de Bolivia (desde La Paz hasta Potosí; registrada también en Tarija) y en la pendiente del Pacífico del norte y centro de Chile (desde Atacama hasta Malleco).
- Geositta rufipennis harrisoni Marín, Kiff & Peña, 1989 -  norte de Chile (sudoeste de Antofagasta).
- Geositta rufipennis rufipennis (Burmeister, 1860) - noroeste de la Argentina (desde Jujuy hasta San Juan).
- Geositta rufipennis fragai Nores & Yzurieta, 1986 - cerro Famatina, en La Rioja, noroeste de la Argentina.
- Geositta rufipennis ottowi Hoy, 1968 - Sierras de Córdoba, centro de la Argentina.
- Geositta rufipennis hoyi Contreras, 1980 - oeste de Argentina (Mendoza al sur hasta el norte de Neuquén) y sur de Chile (sur de Aysén).
- Geositta rufipennis giaii Contreras, 1976 - sudoeste de la Argentina, desde el sur del Neuquén hasta Chubut; registrada mucho más al sur, en Santa Cruz, y tal vez en el extremo sur de Chile (Magallanes).